# Kyril Bonfiglioli
Kyril Bonfiglioli, nom de plume de Cyril Emmanuel George Bonfiglioli, né le 29 mai 1928 à Eastbourne, Sussex de l’Est, et mort le 3 mars 1985 sur l’île de Jersey, est un auteur britannique de roman policier et de roman humoristique. Il a également été un éditeur de science-fiction.

## Biographie
Né d’un père d’origine italo-slovène et d’une mère anglaise, il fait des études supérieures à l’Université d’Oxford.
Il est pendant de nombreuses années l’éditeur du magazine de science-fiction Science Fantasy.
Il est surtout connu pour la série de romans policiers, farcis d’humour noir, ayant pour héros Charlie Mortdecai, un marchand d’art aux tendances psychopathes qui ressemble au personnage de Bertie Wooster dans la série Jeeves de P. G. Wodehouse.
Kyril Bonfiglioli meurt d’une cirrhose en 1985.

## Œuvre

### Romans

#### SérieCharlie Mortdecai
- Don't Point That Thing At Me (1972) Publié en français sous le titre Cachez-moi ça, Paris, Éditions du Masque, 2004 ; réédition, Éditions du Masque, Le Masque no 2527, 2008
- Something Nasty In The Woodshed (1976) Publié en français sous le titre Une affaire pas très catholique, Paris, Éditions du Masque, 2014 ; réédition, Éditions du Masque, 2021
- After You With The Pistol (1979) Publié en français sous le titre Après vous, avec le flingue, Paris, Éditions du Masque, 2008
- The Great Mortdecai Moustache Mystery (1999), publication posthume

#### Autre roman
- All the Tea in China (1978), roman centré sur l’ancêtre de Charlie Mortdecai

### Nouvelles

#### Recueil de nouvelles
- Fish Who Answer the Telephone (2000), recueil qui inclut des nouvelles avec Charlie Mortdecai

#### Nouvelle isolée
- Balstoff (1964), nouvelle science-fiction

## Adaptation
- 2014 : Mortdecai de David Koepp